# Anthony Denny
Anthony Denny (16 janvier 1501 – 10 septembre 1549) est un courtisan anglais, palefrenier du roi Henri VIII d'Angleterre, donc un proche confident. Il est le membre le plus éminent de la Chambre privée au cours des dernières années du roi Henri, ayant avec son beau-frère, John Gates, la charge du « cachet sec » de la signature du roi, et il accompagne le roi sur son lit de mort. Il est membre du cercle réformiste qui contrebalance l'influence religieuse conservatrice d'Étienne Gardiner. C'est un homme riche, ayant acquis plusieurs manoirs et anciens sites religieux après la Dissolution des monastères. En 1548, il est gardien du palais de Westminster.

## Biographie
Anthony Denny est le deuxième fils d'Edmund Denny (décédé le 22 décembre 1520), baron de l'Échiquier, et de sa seconde épouse, Mary Troutbeck, fille et cohéritière de Robert Troutbeck de Bridge Trafford, Chester. Il a un frère aîné, Thomas Denny, de Bury St Edmunds, Suffolk, qui épouse Elizabeth Monoux, la fille de George Monoux, lord-maire de Londres, ainsi que deux jeunes frères et dix sœurs, dont Martha,.
Denny fait ses études à la St Paul's School et au St John's College de Cambridge. En 1544, il est fait chevalier. En 1547, il est élu député du Hertfordshire.
Avec Edward Seymour, comte de Hertford, John Dudley, vicomte Lisle et William Paget, Denny contribue à finaliser le Testament d'Henri VIII d'Angleterre sur son lit de mort en 1547. Denny s'est spécifiquement opposé au roi à plusieurs reprises contre le retrait de l'évêque Gardiner du testament. Denny est lui-même l'homme qui devait annoncer au roi Henri sa mort prochaine, conseillant au vieux roi "de se préparer à son agonie finale". Sa position lui donne à la fois le pouvoir de contrôler qui rencontre le roi Henri VIII au cours de ses dernières années (au cours desquelles il passe beaucoup de temps dans les chambres privées), et le pouvoir d'influencer, à travers sa relation personnelle avec le roi vieillissant.
En 1525, Denny épouse Joan Champernowne, la fille de Philip Champernowne et l'amie proche de l'épouse du roi Henri VIII, la reine Catherine Parr. Elle est peut-être la sœur de Katherine, gouvernante de la future reine Élisabeth Ire. Avec Joan, Denny a 12 enfants dont :
- Henry Denny, doyen de Chester (décédé le 24 mars 1574). Il épouse Honory Grey, fille de William Grey, 13e baron Grey de Wilton et de Mary Somerset. Leur fils est Edward Denny (1er comte de Norwich). Sa deuxième épouse est Elizabeth Grey, dont il a un fils, décédé célibataire[7].
- Edward Denny, chevalier Banneret des évêques de Stortford 1547-1599, qui épouse Margaret Edgcumbe, fille de Piers Edgcumbe (1536 - vers 1607), par qui il a des descendants[7].
- Mary Denny, qui épouse Thomas Astley de Writtle, l'un des valet de la Chambre privée d'Élisabeth Ire[8].

Trois de ses fils, également réformateurs, s'exilent d'Angleterre sous la reine Mary.
Denny est enterré sans monument commémoratif en pierre à l'église paroissiale St. Mary à Cheshunt, le siège de la famille dans le Hertfordshire.